# Gleb Sawczenko
Gleb Sawczenko (ros. Глеб Савченко) (ur. 16 września 1983 w Moskwie) – rosyjski tancerz, choreograf i model.

## Życiorys

### Edukacja
Gleb Sawczenko ukończył studia na Rosyjskim Uniwersytecie Sztuk Teatralnych na kierunku choreografii.

### Kariera

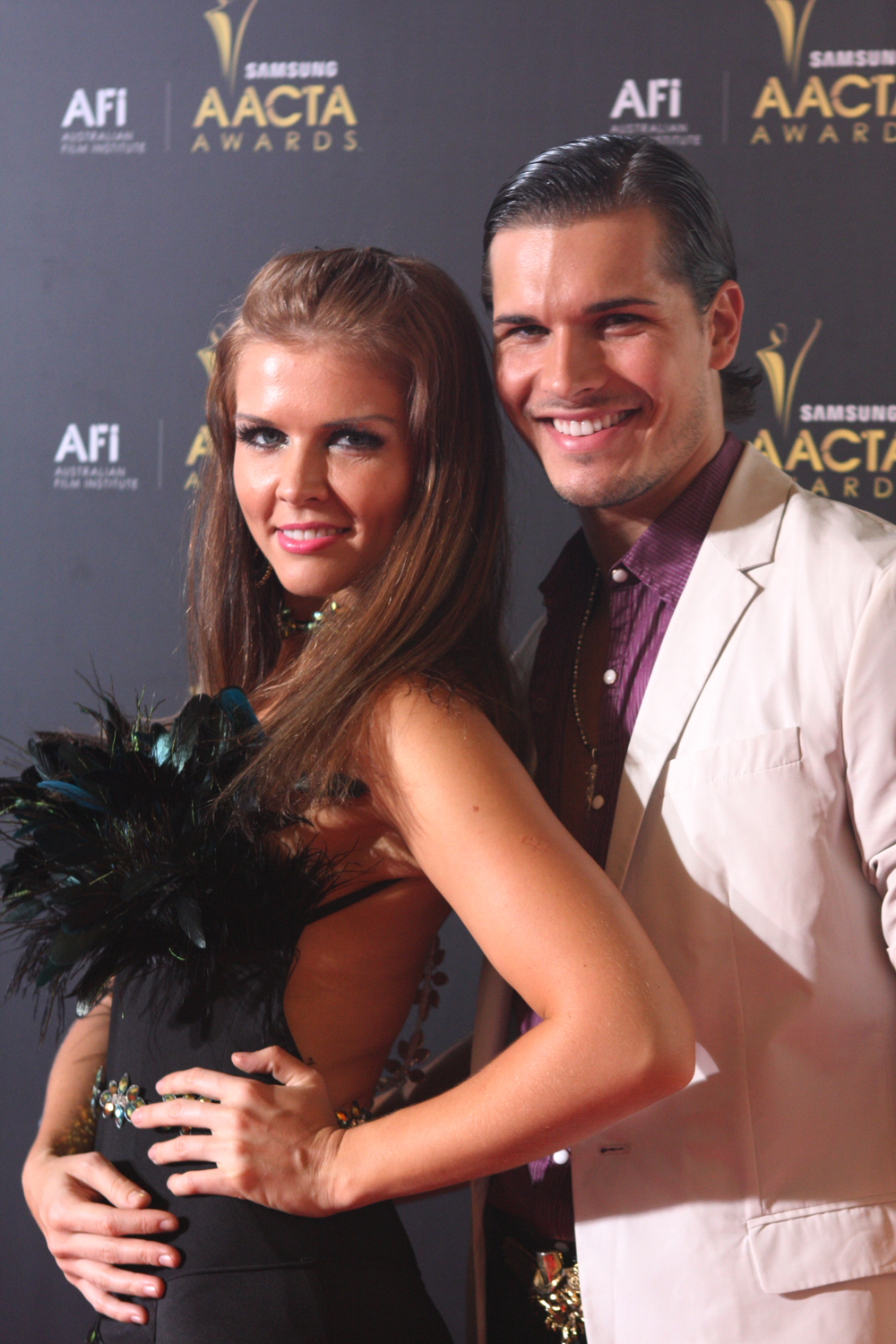
Gleb Sawczenko i Elena Samodanowa, 2012

Zaczął trenować taniec towarzyski w wieku 8 lat. Jego partnerkami tanecznymi były m.in. Daria Iwanowa, Wiola Abramowa i Arina Zurawkowa. Od marca 2007 do czerwca 2011 roku tańczył z Eleną Samodanową, z którą wygrał wiele prestiżowych turniejów tańca towarzyskiego. Obecnie tańczy turniejowo z Awgustą Gasenko.
W 2012 roku zadebiutował jako instruktor tańca w programie Dancing with the Stars. Od 15 do 22 kwietnia 2012 roku tańczył w dwunastej edycji australijskiej wersji programu – Dancing with the Stars. Jego partnerką była modelka Erin McNaught, z którą zajął ostatnie, 11. miejsce. Od 18 marca do 9 kwietnia 2013 roku występował w szesnastej edycji amerykańskiego odpowiednika formatu jako partner taneczny aktorki Lisy Vanderpump, z którą zajął 10. miejsce. Wiosną 2015 roku wystąpił w dziewiątej edycji rosyjskiej wersji programu – Tancy so zwiozdami. Jego partnerką była łyżwiarka figurowa Adelina Sotnikowa, z którą zajął 2. miejsce, przegrywając w finale jedynie z aktorką Iriną Piegową i jej partnerem Andriejem Kozłowskim. Od 25 września do 13 grudnia tego samego roku występował w trzynastej edycji brytyjskiego odpowiednika formatu – Strictly Come Dancing, zajmując 5. miejsce w parze z prezenterką telewizyjną Anitą Rani. Od 12 września do 21 listopada 2016 roku tańczył w dwudziestej trzeciej edycji amerykańskiej wersji programu. Jego partnerką była piosenkarka i aktorka Jana Kramer, z którą zajął czwarte miejsce. W tym samym roku był uczestnikiem jedenastego sezonu programu Celebrity MasterChef. Od 20 marca do 17 kwietnia 2017 roku uczestniczył w dwudziestej czwartej edycji Dancing with the Stars, zajmując 9. miejsce w parze z aktorką Eriką Jayne. Od 18 września do 16 października występował w kolejnym sezonie programu, zajmując 10. miejsce z aktorką Sashą Pieterse.
Występował jako model w kampaniach reklamowych wielu marek, takich jak m.in. Gilette, Coca Cola czy L’Oréal (u boku Jennifer Lopez). Pojawił się też na okładkach magazynów, takich jak m.in. „GQ”, „Cosmopolitan”, „Men’s Health” czy „Attitude”. W 2014 roku stworzył własną kolekcję bielizny GS Gleb Collection.

### Życie prywatne
Jest mężem tancerki Eleny Samodanowej, z którą ma dwie córki, Oliwię i Złatę (ur. 2017).